# Налут
Налут (арап. نالوت) је главни град општине Налут у Либији. Према процени из 2010. у граду је живело 26.256 становника. Становници су углавном Бербери. Налут се налази у региону Триполитанија, на западном крају планинског венца Нафуса.
У Налуту се налази Ксар Налут, најстарији ксар у Налуту, који је изграђен у XI веку. Током Рата у Либији 2011. године, град је, као и цели регион Нафуса планина постао јако упориште побуњеника. Од априла 2011, побуњенички „Радио слободни Налут“ емитује програм на берберском језику.